# Campeonato de Wimbledon 1951
La edición 65.º del Campeonato de Wimbledon se celebró  entre el 25 de junio y el 6 de julio de 1951 en las pistas del All England Lawn Tennis and Croquet Club de Wimbledon, Londres, Inglaterra.
El cuadro individual masculino lo iniciaron 128 jugadores mientras que el femenino  lo iniciaron 96 tenistas.

## Hechos destacados
En la competición individual masculina se impuso el americano Dick Savitt logrando el único título que obtendría en el torneo al imponerse en la final al australiano Ken McGregor.
En la competición individual femenina la victoria fue para la estadounidense Doris Hart logrando el segundo título que obtendría en Wimbledon al imponerse a  la estadounidense Shirley Fry.

## Palmarés
| Seniors              | Vencedor                   | Resultado               | Finalista                             | Finalista |
| -------------------- | -------------------------- | ----------------------- | ------------------------------------- | --------- |
| Individual masculino | Dick Savitt                | 6–4, 6–4, 6–4           | Ken McGregor                          |           |
| Individual femenino  | Doris Hart                 | 6–1, 6–0                | Shirley Fry                           |           |
| Dobles masculino     | Ken McGregor Frank Sedgman | 3–6, 6–2, 6–3, 3–6, 6–3 | Jaroslav Drobný Eric Sturgess         |           |
| Dobles femenino      | Shirley Fry Doris Hart     | 6–3, 13–11              | Louise Brough Margaret Osborne duPont |           |
| Dobles mixto         | Doris Hart Frank Sedgman   | 7–5, 6–2                | Nancye Wynne Bolton Mervyn Rose       |           |

## Cuadros Finales

### Torneo individual  femenino
| Predecesor: 1950                         | Campeonato de Wimbledon 1951 | Sucesor: 1952                                       |
| Predecesor: Torneo de Roland Garros 1951 | Grand Slam 1951              | Sucesor: Campeonato nacional de Estados Unidos 1951 |

- Datos: Q613356